# Ernst Hoffmann (Architekt)

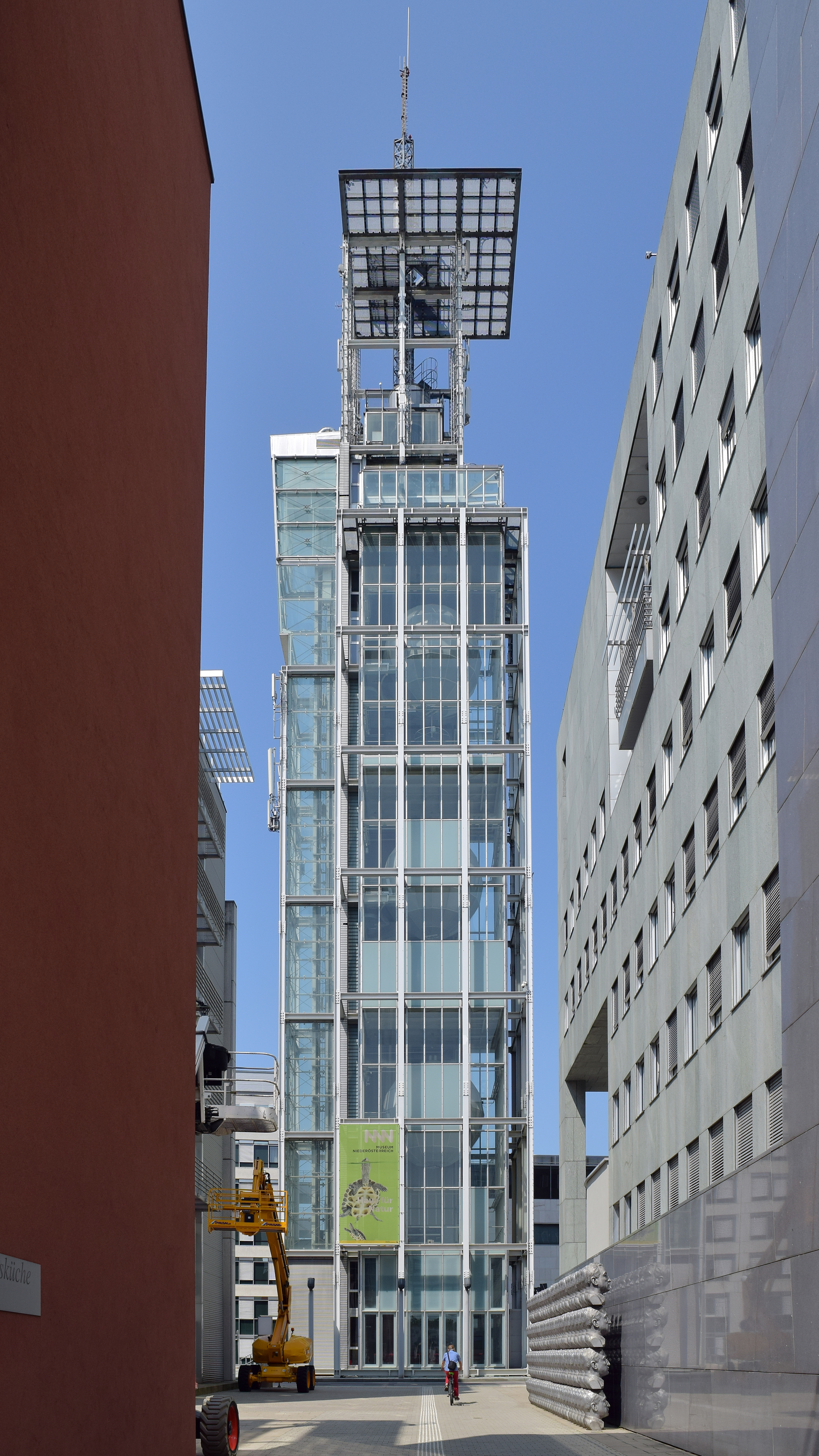
Der Klangturm in St. Pölten ist ein Werk von Ernst Hoffmann

Ernst Hoffmann (* 14. Oktober 1949 in Wels in Oberösterreich) ist ein österreichischer Architekt.
Nach dem Abschluss der Abteilung Hochbau an der HTL Mödling studierte er Architektur an der Technischen Universität Wien. Seit 1979 führt er in Wien ein eigenes Atelier mit etwa 50 Mitarbeitern, die international tätig sind. 
Neben der Tätigkeit in seinem Büro selbst ist er noch Mitglied in verschiedenen Standesvertretungen der Architekten.
Er hat sich an zahlreichen internationalen Wettbewerben beteiligt. Bekannt wurde Ernst Hoffmann als Gewinner des Wettbewerbes für das Landhausviertel in St. Pölten gegen Architekten wie Wilhelm Holzbauer. Ausgeführt hat er dabei sowohl das Landhaus selbst als auch den Klangturm.
Aber auch zahlreiche andere Bauten gehen auf seine Ideen und Planungen zurück. Realisiert wurden dabei zahlreiche Bürokomplexe, wie das Zentralgebäude der STRABAG, aber auch das Teppichmuseum in Aserbaidschan. Im Bau befinden sich derzeit die beiden DC Towers oder der Wiener Hauptbahnhof.
Im Jahr 2000 erhielt er den Titel Professor verliehen.
Seit 2002 führt er außer dem Architekturbüro noch ein Ziviltechnikerbüro.